# 悲观主义
悲观主义（Pessimism）是一种消极的精神态度，对一个给定的状况总是可以预见不好的结果。悲观主义者倾向于关注生活中的暗面，一个常见的用来测试悲观主义对问题是“杯子是半空还是半满？”一个悲观主义者被认为会说半空，而一个乐观主义者被认为会回复半满。在整个历史中，悲观主义的信念在主要的思想领域都产生了影响。
哲学上的悲观主义（Philosophical pessimism）是一种相关的观念，对世界持有严格的反乐观主义态度。这种形式的悲观主义并不是如它的名字是一种情绪的倾向，而是一种哲学或世界观，为生命和存在赋予消极的意义。哲学上的悲观主义通常为以下观点辩护，从经验的观察上看，痛苦要比快乐更为普遍，生活在本体论上或本质上就是对活着的生命不利的，存在在本质上是无意义的或缺少目的的。不过，悲观主义者对这个事实的回应却是多样的，甚至可以是肯定生活的。

## 词源
悲观主义（pessimism）来源于拉丁词语pessimus（意为最坏的）。它最早是被耶稣会用来批判伏尔泰1759年的小说《老实人》。伏尔泰是在讽刺莱布尼茨的哲学，莱布尼茨认为“现在的世界是所有可能世界中最好的”。Revue de Trévoux的耶稣会则指责伏尔泰为pessimisme。:9

## 哲学上的悲观主义
哲学上的悲观主义并不是一种情绪状态或者心理上的倾向，而是一种哲学或世界观，为生命和存在赋予消极的意义。哲学上的悲观主义通常为以下观点辩护，从经验的观察上看，痛苦要比快乐更为普遍，生活在本体论上或本质上就是对活着的生命不利的，存在在本质上是无意义的或缺少目的的。哲学上的悲观主义的雏形可以在佛教的转法轮经中看到，其中释迦牟尼指出苦是真谛，亦即存在的基本属性：
若诸比丘本未闻道，当已知甚苦为真谛，已一心受眼受禅思受慧见，觉所念令意解，当知甚苦习尽为真谛，已受眼观禅思慧见，觉所念令意解，如是尽真谛。何谓为苦？谓生老苦、病苦，忧、悲、恼苦，怨憎会苦，所爱别苦，求不得苦，要从五阴受盛为苦。
 — 释加牟尼， 转法轮经
在西方哲学中，哲学上的悲观主义不是一个单一的一致的思潮，而是相对松散的一群思想家用他们彼此相似的观点组成的。在Weltschmerz: Pessimism in German Philosophy, 1860-1900, Frederick C. Beiser指出悲观主义的核心命题是“生活并不值得过，没有存在好过存在，或者活着比不活更坏。” 然而，对很多哲学上的悲观主义者来说，这种对生命的观点并不直接导致自杀是值得追求的，而只是追求反出生主义，也就是停止繁殖，来慢慢让苦痛消失。
有些哲学上的悲观主义者认为人类的自我意识是进化的悲哀的副产品，它允许我们审视我们在宇宙中的位置，让我们强烈地想要追求正义和意义，以及免受疼痛、衰老、疾病和死亡的自由，但是又让我们清楚地意识到自然永远不可能满足所有这些基础需求。根据彼得·維塞爾·扎普菲和恐惧管理理论，关于存在的恐惧感受来自于一组对比，人类意识到自己只是在无意义的宇宙中摸索生存的短命动物，但他们注定只能死亡和腐烂。根据扎普菲，我们通过四种机制来压抑我们对这种困境的认识，不管是有意识的还是无意识的，分别叫做隔离、锚定、转移和升华。根据恐惧管理理论，人类通过构造一些关于现实的符号化的概念来给现实赋予意义、秩序和永恒性，来处理关于存在的焦虑。这些概念提供一套标准来判断什么是有价值的，并承诺某种字面上或象征性的永恒，相信这套文化和世界观的人就可以以此为基准活着。
悲观主义者对人类的困境的回应是多种多样的。一些哲学家，如叔本华和Mainländer，提倡一种退出和自我否定的形式（他们认为印度宗教和基督教修道主义就是很好的例子）。一些追随者则倾向于相信“期待最坏的能导致最好的”。笛卡尔甚至相信，如果人不再有对“负面”事件的抵触情绪，生活会更好。爱德华·冯·哈特曼断言随着文化和技术的发展，人类最终会到达一个会主动拥抱虚无的状态。 其他的如尼采, 贾科莫·莱奥帕尔迪，Julius Bahnsen和加缪则用更肯定生命的态度回应，即尼采称为“狄奥尼亚式的悲观主义（Dionysian pessimism）”，即拥抱生命中所有的持续变化和痛苦，而不诉诸于进步和享乐主义的计算。加缪指出，对生活的荒谬性的通常反应是：自杀，信仰之跃，以及“承认/反抗（recognition/rebellion）”。加缪认为只有最后一种是真实的且可取的。
除了人类的困境，许多哲学上的悲观主义者也强调了人之外的动物的困境，批判了认为自然是合理且博爱的造物主的观点。 Ernest Becker在他1973年获普利策奖的书《The Denial of Death》中做了如下叙述：
我們應該如何看待（神的）造物，如果有機體的日常就是用各色各樣的牙齒撕碎其他生命，撕扯、磨碎肉和植物的莖，用臼齒粉碎骨頭，再高興地把這些碎片通通推進胃裡，攫取它們的精華，最後用惡臭的糞便和氣體排出殘渣。每個人都把手伸向對於他可以食用的東西，並把它們納入自己體內。蚊子和蛆蟲由吸血膨脹，殺人蜂如惡魔般狂怒地攻擊，鯊魚會繼續撕咬和吞咽即使它們的內臟已經被扯出來。更不用說每天都在肢解和屠殺的「自然」災害，一次地震在秘魯活埋了7萬個人，汽車每年僅在美國就堆成5萬個人的屍體堆，一次印度洋的潮汐就帶走了25萬人。造物是一個噩夢般的景觀，發生在已經被所有生物的血液浸泡了數億年的星球上。對於在這個星球上實際發生了約30億年的事情，我們可以得出的最清醒的結論是，這個星球正在變成一個巨大的肥料坑。但太陽分散了我們的注意力，它總是把血液烤乾，使事物在上面生長，並以它的溫暖給予有機體舒適和廣闊的希望。
哲学上的悲观主义常常与艺术和文学联系在一起。叔本华的哲学非常受作曲家欢迎（如瓦格纳、勃拉姆斯和马勒)。文学上更早就有悲观主义的例子，如塞万提斯的作品，许多哲学上的悲观主义者也写小说和诗歌（分别的例子是加缪和莱奥帕尔迪）。与悲观主义有关的一种独特的文学形式是箴言式的写作，这在莱奥帕尔迪、尼采和西奥朗身上可以看到。十九和二十世纪中受悲观主义哲学家影响或在作品中表达了悲观主义观点的作家包括：夏尔·波德莱尔，萨缪尔·贝克特，戈特弗里德·贝恩，豪尔赫·路易斯·博尔赫斯，查理·布考斯基，迪诺·布扎蒂，拜伦勋爵，路易-费迪南·塞利纳，约瑟夫·康拉德，费奥多尔·陀思妥耶夫斯基:6，米哈伊·爱明内斯库，西格蒙德·弗洛伊德，托马斯·哈代，Sadegh Hedayat，霍华德·菲利普斯·洛夫克拉夫特，托马斯·曼:6，庇山耶，Edgar Saltus和James Thomson。二十世纪晚期和二十一世纪的表达了或探索了哲学上的悲观主义的作者包括：大卫·贝纳塔，托马斯·伯恩哈德，弗里德里希·迪伦马特，John Gray，米歇尔·韦勒贝克，Alexander Kluge，托马斯·利戈蒂，戈马克·麦卡锡，Eugene Thacker和彼得·維塞爾·扎普菲。

## 著名支持者

### 古希腊
在Philosophy in the Tragic Age of the Greeks，尼采主张前苏格拉底哲学家如阿那克西曼德、赫拉克利特（被称作“啜泣的哲学家”）和巴门尼德代表了一种经典形式的悲观主义。尼采认为阿那克西曼德的哲学是 "一个真正悲观主义者的隐秘宣言"。类似的，对于赫拉克利特的变化和争斗的哲学，他写道：

赫拉克利特拒绝了认为一个如此多样的世界可以二元分割的立场，阿那克西曼德曾经被迫采取这个立场。他不再区分物理世界和形而上的世界，不再区分一个拥有各种确定性的领域和一个不可被定义的“不确定”领域。在迈出这一步之后，没有什么能阻止他做出第二个更大胆的否定：他完全否定了存在。因为他所保留的这个世界[...]没有一处体现出持久性、不灭性或者像阻挡水的墙。赫拉克利特用比阿那克西曼德更大的声音宣称：“除了变化之外我没看到任何东西。不要被欺骗了。如果你相信你在持续产生和消失的海洋中看到了陆地，那只是你短视的错误，而不是事物的本质。你为事物赋予名字，仿佛它们是牢固和持续存在的，但即使你第二次踏入的一条河也不会是之前的那一条。” The Birth of Tragedy. 5, pp. 51–52

另一个昔兰尼学派的希腊哲学家Hegesias也表达了悲观主义的观点，和后来的悲观主义者一样，Hegesias认为幸福不可能持久，而我们能做的只能是尽可能避免痛苦。

完全的幸福是不可能存在的，因为身体充满了各种感受，心灵与身体相通，而当身体受到苦痛时心灵也会受到苦痛。还有，命运阻止了许多我们期待的事情，因为所有这些缘故，完全的幸福不能被我们掌握。

Hegesias认为所有外在的物体、事件、行动甚至死亡对于智者来说都是无所谓的，“愚蠢的人期望生存，但对智者来说这没有所谓。” 根据西塞罗，Hegesias写了一本名为《饿死（Death by Starvation）》的书，说服了不少人死亡比活着更值得向往。因此，托勒密二世禁止了Hegesias在亚历山大城授课。
从公元前三世纪，斯多葛学派就把“遇见坏事（the premeditation of evils）”当作一种练习，即专注于最坏可能的情况。

### 巴尔塔沙·葛拉西安
叔本华广泛接触了巴尔塔沙·葛拉西安的作品，并且认为他的小说《El Criticón》对于“那些想要在大千世界繁荣的人”“毫无疑问是特别的……是一本可以常常被用到的……生命的伴侣。”叔本华的悲观主义受葛拉西安影响，他也将葛拉西安的《The Pocket Oracle and Art of Prudence》翻译到德语。他赞赏葛拉西安的箴言式风格，并常常在自己的作品里引用他。葛拉西安的小说《El Criticón（批评家）》是一个人类寻求幸福的长篇寓言，但是在这个地球上没有结果。《El Criticón》描绘了一个惨淡荒凉的人类境况，《Pocket Oracle》是一本关于如何生活在一个他认为充满了欺骗和幻灭的世界里生存的箴言。

### 伏尔泰
伏尔泰是欧洲第一个被贴上悲观主义者标签的人，因为他对亚历山大·蒲柏《人论》中的乐观主义进行了批评，也批评了莱布尼茨的观点“我们生活在所有可能世界中最好的那个。”伏尔泰的小说《老实人》是对神学乐观主义的长篇批判，而他的《里斯本灾难诗歌》则对人类的处境和神的本性尤为悲观。尽管他本人是一个自然神论者，他通过自己对罪恶问题的理解，反对神是富有同情心和人格化的。

### 让-雅克·卢梭
卢梭首次提出了哲学上的悲观主义的主要主题，因此被称为“悲观主义的元老”。:49 在卢梭看来，处于“自然的善”之中的人没有时间上的自我意识，因此能活得比被社会腐蚀了了的人更开心。卢梭认为走出自然状态是人类不平等和不自由的起源。人在自然状态下的健康品质，即不具破坏性的自爱和同情心，逐渐被“amour propre”，由骄傲和对同伴的嫉妒驱动的自爱所取代。因此，正因为如此，现代人 "总是生活在自己之外"，关注其他人、未来和外部物体。卢梭还指责人类“可以变得更完美”的能力和人类的语言使我们脱离了自然状态，允许我们想象一个与我们现在不同的未来，从而使我们总是对自己不够满意（因此才可以变得更“完美”）。:60
卢梭认为，现代社会的演变是由权力机构实施的异化和阶级区分取代了自然的平等主义。因此《社会契约论》以此开篇：“人生而自由，却无往不在枷锁之中。”即使统治阶级也并不是自由的，甚至卢梭认为他们是“更大的奴隶”，因为他们依赖其他人的尊重来统治，因此必须持续地活在“他们之外”。

### 贾科莫·莱奥帕尔迪
虽然在意大利以外，贾科莫·莱奥帕尔迪是一个不太知名的人物，但他在19世纪具有很大的影响力，特别是对叔本华和尼采来说。:50在莱奥帕尔迪阴暗的喜剧文章、箴言、寓言中，生命经常被描述成一种神明的玩笑或者错误。根据莱奥帕尔迪，因为我们有关于时间的意识，以及我们对真理的永恒追寻，人类对幸福的愿望永远不会真正被满足，而快乐也不会持久。莱奥帕尔迪称“因此他们大大地欺骗了自己，他们声称人类的完美化就是对真理的追寻，而反对他们对人都是错误和愚蠢的，而当人们了解更多真理的时候人们就会变得快乐，他们仅仅依据这些来规划和统筹他们的生活。”:67 此外，莱奥帕尔迪还认为人做不到忘记真理，“人戒掉任何东西都比戒掉哲学思考更容易。”
莱奥帕尔迪对这种状况的回应是，正视这些现实，努力过上充满活力的伟大生活，要敢于冒险，承担不确定结果的任务。这种不确定性使生活变得有价值和令人兴奋，但并不能使我们摆脱痛苦，这更多是放弃对幸福的徒劳追求。他用哥伦布的例子说明，这是一次危险和不确定的航行，但因为这样哥伦布对生活的理解变得更完整。莱奥帕尔迪还认为，人嘲笑自己处境的能力是一种值得称赞的品质，可以帮助我们更好处理我们的困境。对于莱奥帕尔迪来说，“拥有嘲笑的勇气的人是这个世界的主人，就像那些准备好赴死的人一样。”

### 阿图尔·叔本华

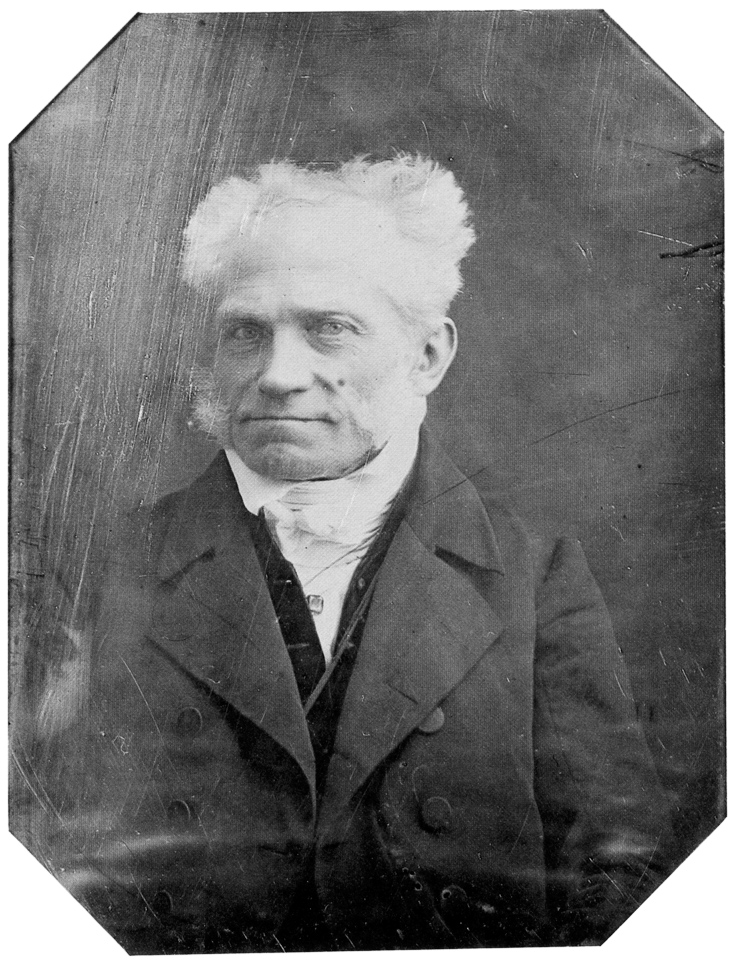
叔本华对后世的思想家和艺术家有很深影响，如弗洛伊德和瓦格纳。

叔本华的悲观主义来自他把意志（Will）提升到理性（reason）之上，作为人类思考和行动的原动力。意志是形而上意义上的终极本体，并且是贫瘠的、非逻辑的、永远在没有目标地徒劳地努力。叔本华认为理性比起意志是无力的，在一则比喻中，叔本华把人类的智力比作一个瘸子，他虽然能看见，但是他坐在名为意志的盲目的巨人的肩膀上。 叔本华认为人类的欲望根本不可能被满足，人类活动的驱动力如饥饿、口渴和性欲，都是意志的基本行为，本质上永远是不满足的。

所有的满足，或通常所说的幸福，实际上和本质上总是只有消极的，而从来没有积极的。它不是一种原本就属于我们的满足，而必须始终伴随着愿望的满足。因为欲望，也就是匮乏，是每一种快乐的先决条件；但随着满足，欲望会停止，快乐也会停止；因此，满足永远只会是从痛苦和匮乏中解脱出来，而不能带来更多。这不仅对于痛苦成立，而对每一个扰乱我们平静的愿望都成立，对无聊的感觉也成立。无聊感使得存在对我们是一个负担。
叔本华指出，一旦得到满足，满足感就很少持续，我们一生中的大部分时间都处于无休止的奋斗中。在这个意义上，我们本质上除了意志什么也不是。即使是得到满足的时刻，当重复了足够多，也只会导致无聊。因此，人类的存在是无休止地在“在痛苦和无聊中摇摆，而这两个是生命的终极组成部分。” 这种讽刺性的循环最终让我们看到了存在的真相，并意识到“我们存在的目的并不是变得快乐。”
此外，生命的存在是一场所有人对所有人的战争，充满着伤痛和压力，而并不只是未满足的愿望。人们也会永远害怕死亡，这使得人类的生命比动物更痛苦。理性只是加重了我们的痛苦，让我们认识到，如果我们有选择，生物的生存模式不是我们想选择的，但我们最终也无法逃避为它服务。
叔本华在艺术沉思中看到了对意志的行为的逃避，他认为通过在艺术中“失去自我”可以改造或升华意志。然而，禁欲主义（被东方僧侣和“圣人”所践行）才是最终能从无意义的努力中解脱的方式，从而一个人能从意志中得到自由。
叔本华从未用“悲观主义”来描述他的哲学，但他也不反对别人如此称呼他的哲学。 其他称呼他的思想的词有唯意志论或者非理性主义，他也从没用过。

### 后叔本华悲观主义
在叔本华生命的末期和他死后的几年里，后叔本华的悲观主义在19世纪的德国成为一种相当流行的“趋势”。尽管如此，它被当时流行的哲学如黑格尔主义，唯物主义，新康德主义以及渐渐兴起的实证主义所鄙视。在一个革命和新科学发现兴起的年代，主张逆来顺受和反进步的典型悲观主义者被视为是社会发展的危害。为了回应这种日益增长的批评，一群深受叔本华影响的哲学家（包括叔本华现实中的一些熟人）发展了他们各自的悲观主义。Julius Bahnsen、爱德华·冯·哈特曼、Philipp Mainländer等思想家将叔本华的先验唯心论转化成Frederick C. Beiser所称的先验现实主义（Transcendental realism），赋予了悲观主义更强大的威胁力。 先验唯心论的论点是，我们只知道事物的表象（而不是事物的自身）。先验现实主义的论点则是，“我们通过经验获得的事物表象的知识可以带给我们关于事物自身的知识。”
通过支持先验的现实主义，叔本华对世界本质的带有阴暗色彩的观察可以变得完全可知，变得客观，甚至可以获得确定性。悲观主义的确定性是，不存在比存在更好。这就是后叔本华从叔本华那继承下来的前提，这些前提还包括意志作为形而上的现实。在这个共同起点的基础上，每个哲学家发展了他自己的悲观哲学。有的悲观主义者会通过接受批评者的批评并接受历史主义来“安抚”批评者，包括叔本华的著作权管理人（literary executor）Julius Frauenstädt和爱德华·冯·哈特曼。 Julius Bahnsen则整个地重塑了悲观主义的整体理解。 而Philipp Mainländer则着手重新阐释意志的本质，将其表述为一种自我毁灭的死亡意志。

### 弗里德里希·尼采
弗里德里希·尼采可以说是一个哲学上的悲观主义者，尽管他与叔本华（他热衷于阅读叔本华）不同，他对悲剧的悲观主义观点既不是认命，也不是自我否定，而是一种肯定生命的悲观主义。对尼采来说，这是一种“对未来的悲观主义”，一种狄奥尼亚式的悲观主义（Dionysian pessimism）。尼采将他的狄奥尼亚式的悲观主义与他所认为的希腊前苏格拉底的悲观主义相提并论，同时也将其视为古希腊悲剧的核心。:167 他把悲剧看作暴露了人类存在的可怕本质，它被不断的变化所束缚。与之对比，尼采认为苏格拉底哲学是那些不能再忍受悲剧的人的乐观的避难所。由于苏格拉底认为智慧可以带来幸福，尼采认为这 "从道德上讲，是一种懦弱……从反道德上讲，是一种诡计。":172 尼采也批判了叔本华的悲观主义，因为在对世界进行负面判断的时候，它转向了对世界的道德判断，因此导致了软弱和虚无主义。尼采的回应是完全拥抱世界的本质，通过“不对状况进行判断”的“力量的悲观主义”实现“伟大的解放”。:178 尼采认为哲学家的任务是把这种悲观主义当作锤子，来攻击旧有的道德标准，然后“为自己打造一对新的翅膀”，即重新评估所有价值并创造新的价值。:181 这种狄奥尼亚式的悲观主义的核心特征接纳世界的变化本质，这包括快乐地拥抱毁灭和苦痛，直到永远（因此有命运之爱和永恒轮回的概念）。:191 尼采的悲观主义是一种悲观主义对尼采来说是一种生活艺术，是“对人的健康有益的”，是“为成长和挣扎的生命服务的帮助和补救措施”。:199

### 阿尔贝·加缪

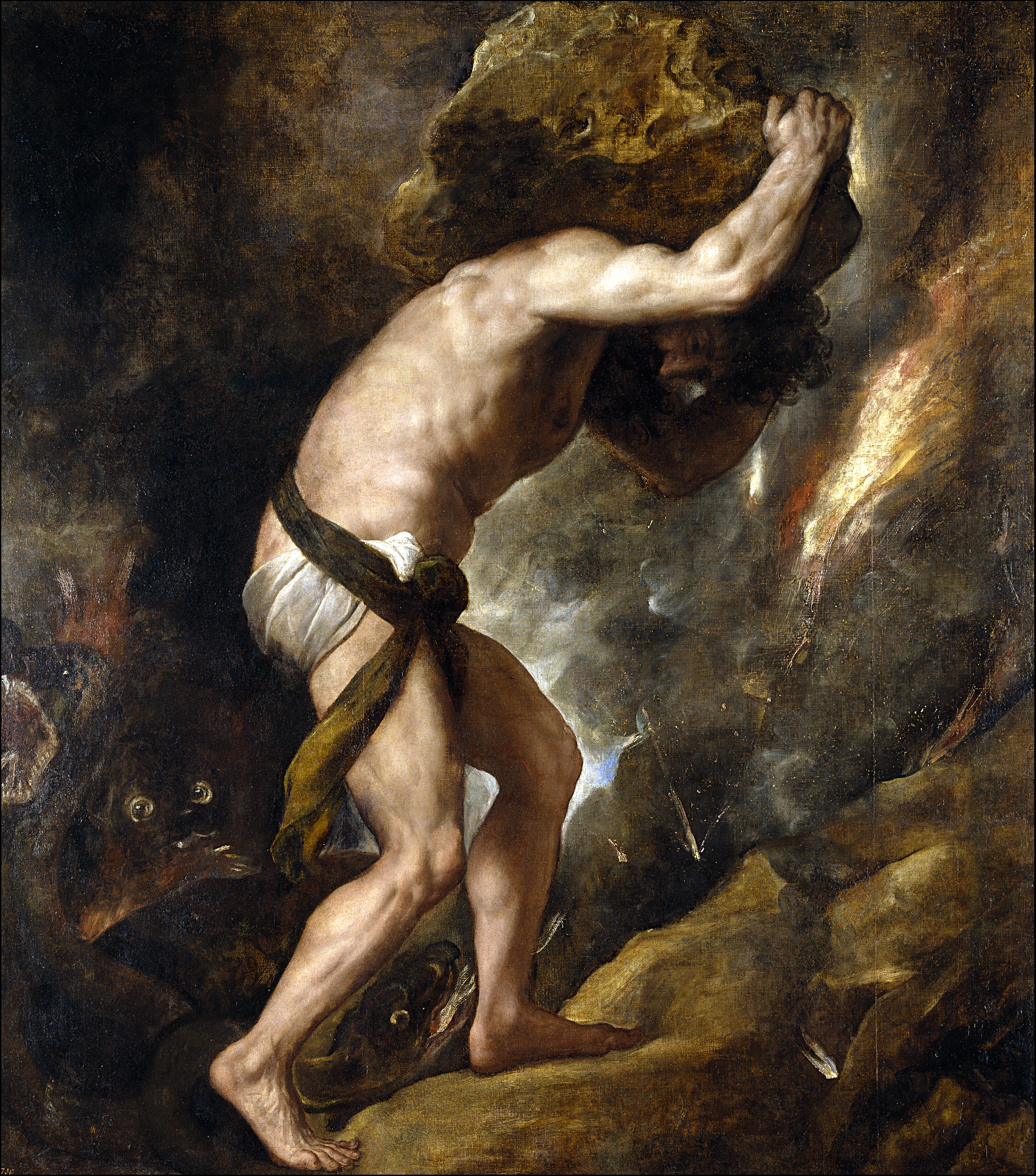
加缪用西西弗斯的受难来代表人类的境况

阿尔贝·加缪在一片1945年的文章写到：“认为悲观主义必然是一种灰心丧气的哲学是一种愚蠢的想法。” 加缪帮助普及了“荒谬”的概念，一个在他的随笔《西西弗神话》中的关键概念。像以前的哲学上的悲观主义者一样，加缪认为人类的意识和理性是“将我与所有的创造物对立起来的”。 对加缪来说，一个追求意义的理性的意识和一个“沉默的”世界之间的冲突，是产生哲学上最重大的问题的原因，这个问题就是“自杀的问题”。加缪认为人们经常逃避面对荒谬，这是“那些不是为了生活本身，而是为了某种将超越它、完善它、赋予它意义和背叛它的伟大思想而活着的人“的”诡计“。 他认为自杀和宗教是逃避关于存在的问题的不真实（inauthentic）的方式。对加缪而言，唯一的选择是反抗地接受荒谬并与之共存，因为“没有什么命运是不能被蔑视所超越的”。加缪用希腊神话中的人物西西弗斯来阐述他对荒谬问题的回应，西西弗斯被神惩罚要把一块巨石推上山，他可以无尽地努力但永远不会完成。加缪想象西西弗斯在推石头时，意识到他的任务是徒劳的，但还是出于反抗而去做。“人们必须想象西西弗斯是快乐的”。

## 其他形式

### 知识论
有几个知识论理论可以在一定程度上被认为是悲观主义的，因为它们认为要获取关于世界的知识非常困难以至不可能。这些观点通常和虚无主义、哲学上的怀疑主义、相对主义关联。
弗里德里希·海因里希·雅各比分析了理性主义（尤其是康德的批判哲学）并通过归谬法导出所有理性主义都会被还原为虚无主义，因此理性主义需要被避免，我们应该回归某种形式的信仰和启示。
理查德·罗蒂，米歇尔·福柯和路德维希·维特根斯坦质疑了我们语言中的概念可以以绝对的方式与世界关联，以及我们可以证明我们描述世界的方式比起其他可能方式是更正当的。总的来说，这些哲学家主张真理并不是关于正确或者代表现实，而是主观的社会权力关系的一部分，或者在一些时期满足一些目的的语言游戏。因此，这类反基础主义的形式，尽管本身不一定关于悲观的，拒绝任何声称发现了世界的绝对“真理”或者基础事实的定义是有效的。

### 政治和文化上
哲学上的悲观主义和黑格尔的哲学的乐观主义或者说乌托邦主义相对立。萧沆称“黑格尔对现代的乐观主义负主要责任。他怎么能看不到自我意识仅仅改变它的形式和模式，却从来不会进步呢？” 哲学上的悲观主义与其他政治哲学的区别在于没有理想的政府结构或政治规划，相反，悲观主义通常倾向于成为一种反系统的个人行动哲学。:7 这是因为哲学上的悲观主义者倾向于怀疑任何主张社会进步的政治能够真正改善人类状况。如萧沆所说，“每向前的一步都会紧接着倒退的一步：这是历史的徒劳无功的振荡。” 萧沆还攻击政治乐观主义因为它创建了一种“对明天的偶像崇拜”，它的名义可以被用来授权任何事情。然而，这并不代表悲观主义者不能参与政治，如加缪在《反抗者》里陈述的。
还有一种和悲观主义世界观相关的思想流派，就是文化批评和社会衰落里的悲观主义，在奥斯瓦尔德·斯宾格勒的《西方的没落》里可以看到。斯宾格勒主张历史拥有循环的模式，和詹巴蒂斯塔·维柯的理论相似。斯宾格勒相信现代的西方文明正在衰落的“寒冬”时期。斯宾格勒的理论在战间期有很深的影响力，尤其在魏玛共和国。类似地，传统主义者尤利乌斯·埃佛拉认为世界正处于印度教的争斗时，是道德衰落的黑暗世纪。
如Oliver James等知识分子，把经济进步和经济不平等、人造需求、富流感联系在一起。反消费主义者认为文化中的炫耀性消费、利己主义的和形象意识的行为有上升趋势。后现代主义者如尚·布希亚认为文化（包括我们的生活）现在没有任何现实的基础。
保守主义思想家，尤其是社会保守主义者，通常以悲观的视角看待政治。小威廉·F·巴克利有句名言，说他“站在历史的对立面大喊‘停！’”。惠特克·钱伯斯相信资本主义必定会倒向共产主义，尽管他本人是坚定的反共主义份子。社会保守主义者通常把西方看作一个颓废的和虚无主义的文明，它早已将它在基督教和/或希腊哲学里的根抛弃，因此注定陷入道德和政治的衰败。Robert Bork的《走向蛾摩拉（Slouching Toward Gomorrah）》和艾伦·布鲁姆的《美国精神的封闭》是这种观点的著名表述。
许多经济保守主义者和自由意志主义者相信国家以及政府的扩张是无可避免的，他们最多只能让这个过程慢一点。他们认为，人的自然倾向于被统治，而自由只是昙花一现，最终会因为福利国家提供的社会和经济保障而被抛弃。政治上的悲观主义有时在反乌托邦的小说里体现，如乔治·奥威尔的《一九八四》。政治上的对一个国家的悲观主义往往伴随着移民的愿望。
在2007年－2008年环球金融危机期间的美国，新词“悲观主义色情”被创造出来描述一种末世论和生存主义的快感。一些人通过预测和解读各种信号来幻想文明社会随着世界的经济系统崩坏，来获得这样的快感。

### 技术和环境上的
技术上的悲观主义认为，科学和技术的进步不会导致人类状况的改善。技术悲观主义可以说是起源于第一次工业革命时期的卢德运动。卢德派指责工业磨坊和先进的工厂机械的兴起使他们失去了工作，并着手摧毁它们。浪漫主义运动同样对技术的兴起感到悲观，而渴望回归更简单而自然的时候。威廉·华兹华斯和威廉·布莱克等诗人相信工业化在污染大自然的纯洁。
一些社会批评家和环保主义者认为，全球化、人口过多和现代资本主义国家的经济实践已经让生态平衡过载。他们警告说除非采取行动来减缓这个过程，全球变暖将会恶化并最终导致社会和环境的崩溃。詹姆斯·洛夫洛克认为地球的生态已经被不可挽回地破坏了，即使一个巨大到不切实际的政治改变也难以挽救它。根据洛夫洛克，地球的气候调节系统正在被污染所淹没，地球很快就会从目前的状态跳到一个急剧变热的气候。 洛夫洛克将这种状况归咎于“人类过量繁殖，直到弊大于利。”他写到：
70亿人的存在都旨在追求第一世界的舒适……这显然与气候的平衡不相容，也与化学、生物多样性和系统的经济不相容。
一些激进环境保护主义者、反全球化运动活动家和新卢德主义者可以说是对现代“进步”的效果持有这种悲观主义。一种更加激进的环境上的悲观主义是无政府原始主义，它指责英国农业革命增加了社会分层，胁迫和异化。一些无政府原始主义者主张去工业化，放弃现代技术并归野。
一个臭名昭著的无政府原始主义者是泰德·卡辛斯基，他也被称为“大学航空炸弹客”，曾经主导了一个全国性的邮件炸弹运动。在他1995年的《大学航空炸弹客宣言》中，他呼吁注意现代“工业和技术系统”的兴起导致的对人类自由的侵蚀。宣言是这样开始的：
工业革命及其后果对人类来说是一场灾难。它们大大增加了我们这些生活在“先进”国家的人的寿命，但它们破坏了社会的稳定，使生活变得不尽人意，使人类遭受侮辱，导致广泛的心理痛苦（在第三世界也导致身体痛苦），并对自然界造成了严重破坏。技术的继续发展将使情况恶化。它肯定会使人类遭受更大的侮辱，对自然界造成更大的破坏，它可能会导致更大的社会混乱和心理痛苦，甚至在“先进”国家也可能导致身体痛苦的增加。
最激进的悲观主义组织之一是人类自愿灭绝运动，它主张人类通过反生育主义进行灭绝。
教宗方济各在2015年发布了关于生态的富有争议的愿祢受赞颂，其中充斥着对技术在现代世界的作用的悲观评估。

#### 熵悲观主义

自然资源在系统中流动，最终成为废物和污染。

“熵悲观主义”代表了技术和环境悲观主义的一个特例，基于热力学原理。:116 根据热力学第一定律，物质和能量在一个系统中既不会创生也不会毁灭。根据热力学第二定律，也被称作熵定律，任何物质和能量在一个系统中都由人类可利用的状态（有用的自然资源）转化为不可利用的状态（没用的废物和污染）。于是，人类的所有技术和活动都在加速导向未来地球的“热寂”，能源退化，自然资源枯竭和恶化的环境，也就是地球拥有最大熵的状态。这是整个宇宙的热寂在局部的一个版本。
“熵悲观主义”一词是被创造来形容罗马尼亚裔美国经济学家Nicholas Georgescu-Roegen的工作，他是生态经济学的创始人之一。:116 Georgescu-Roegen在他的著作《The Entropy Law and the Economic Process》中广泛使用了熵这个概念。从1990年以来，Georgescu-Roegen的学生，生态经济和稳态经济的领导者赫尔曼·E·戴利一直是最有影响力的熵悲观主义的支持者。:545
除此之外，熵悲观主义认为在未知数量的后代中平均分配地球有限的矿物资源是不可能的。未来会有多少代人对我们倾向于是不可知的，因为我们没有或者只有很少办法推断人类会不会或将在什么时候会灭绝。因此，“任何”可以设想的跨代的分配方式，都会不可避免地在未来的某个时刻因普遍的经济衰退而告终。:369–371 :253–256 :165 :168–171 :150–153 :106–109 :546–549 :142–145
熵悲观主义在生态经济学和去增长运动中是非常流行的观点。

### 法律
Bibas写到，一些刑事辩护律师更愿意采取悲观主义的策略，因为“乐观主义的预测有可能在庭审中被证明是灾难性的错误，这种尴尬的结果会让客户感到愤怒。而反过来，如果客户采纳了律师过于悲观的建议，案件就不会进入庭审，客户也不会觉得有问题。”

## 作为心理上的特质

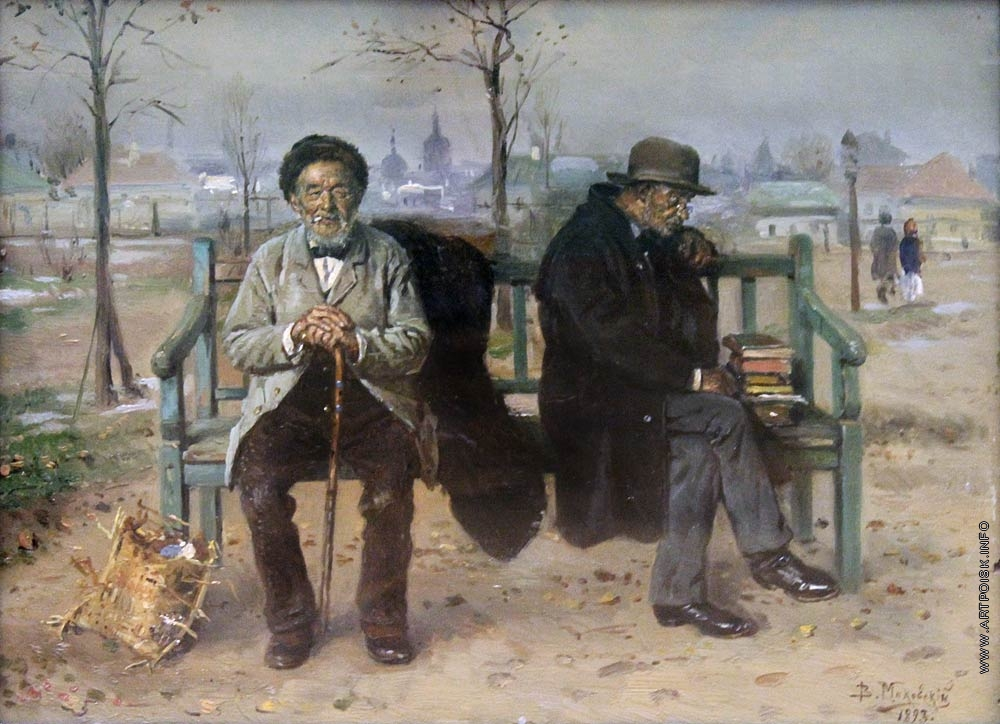
一个乐观者和一个悲观者, Vladimir Makovsky, 1893

在古代，心理上的悲观主义和忧郁联系在一起，并且被认为是身体里的黑色胆汁过多导致的。对悲观主义和对抑郁的研究有相似之处。心理学家在情绪痛苦甚至生理学上寻找悲观的态度的成因。亚伦·贝克认为，抑郁症是由对世界不切实际的想法造成的。贝壳通过和客户交谈他们的不现实的想法展开治疗。然而，悲观主义者往往能够提供论据，表明他们对现实的理解是合理的，如抑郁现实主义和悲观现实主义中表现的。抑郁症患者常常令人们感觉他们已经真实吐露了所有细节，但实际上这是一种成功的隐藏自己的方式。贝克抑郁量表中的悲观主义项目被判断为对预测自杀很有帮助。 贝克无望量表也被描述成一个悲观主义的测量标准。
Wender和Klein指出悲观主义在一些情况下可能会有用：“如果一个人遭受了一系列失败，那么他采取更保守的策略，等别人去承担风险是有好处的。悲观主义会促进这种等待的策略。相似地，如果一个人在生活中大赚特赚，那么就应该采取扩张和冒险的方法，从而最大限度地获取稀缺资源。”

## 批评

### 实用主义的批评
在历史中，有些人得出结论，悲观的态度虽然有道理，但必须避免它才能活着。乐观的态度是受人青睐的，也是情感上的考虑。安萨里和威廉·詹姆士都在遭受心理和生理疾病后放弃了他们的悲观主义。这种批评认为，悲观主义不可避免地导致了情绪的阴暗和严重的抑郁。许多哲学家会表达反对，认为“悲观主义”这一词被滥用了。悲观主义和虚无主义的关系是存在的，但是前者并不必然导向后者，如加缪所认为的。快乐并不是非要联系到乐观主义，不快乐也不是必然要联系到悲观主义。对悲观主义的指责可能会被用来压制合理的批评。经济学家鲁里埃尔·鲁比尼在2006年被称作悲观主义者而受到蔑视，因为他对即将到来的全球金融危机做出了可怕但准确的预测。

## 扩展阅读
- Beiser, Frederick C., Weltschmerz: Pessimism in German Philosophy, 1860–1900, Oxford: Oxford University Press, 2016, ISBN 978-0-19-876871-5
- Dienstag, Joshua Foa, Pessimism: Philosophy, Ethic, Spirit, Princeton University Press, 2006, ISBN 0-691-12552-X
- Nietzsche, Friedrich, The Birth of Tragedy and The Case of Wagner, New York: Vintage Books, 1967, ISBN 0-394-70369-3
- Slaboch, Matthew W., A Road to Nowhere: The Idea of Progress and Its Critics, The University of Pennsylvania Press, 2018, ISBN 0-812-24980-1